# Parafia Narodzenia Najświętszej Maryi Panny w Okulicach
Parafia Narodzenia Najświętszej Maryi Panny w Okulicach – parafia rzymskokatolicka, znajdująca się w diecezji tarnowskiej, w dekanacie Uście Solne.